# Association of Caribbean States
Die Association of Caribbean States (ACS) (span.: Asociación de Estados del Caribe (AEC), franz.: Association des États de la Caraïbe (AEC)) ist der Verband Karibischer Staaten. Die ACS ist eine regionale Organisation zur Stärkung der Kooperation Karibischer Länder mit einer Bevölkerung von ca. 275 Mio. auf einer Fläche von rd. 5,1 Mio. km².
Die ACS wurde am 24. Juli 1994 in Cartagena de Indias (Kolumbien) mit Sekretariatssitz in Port of Spain (Trinidad und Tobago) gegründet, der heute 25 unabhängige Staaten im Bereich des Amerikanischen Mittelmeeres angehören. Amtssprachen sind Spanisch, Englisch und Französisch.

## Ziele
Im Gegensatz zur Karibischen Gemeinschaft CARICOM, die laut ACS mehr den anglophonen Teil der Karibik umfasst und für Integration z. B. mit gemeinsamem Markt und Reisefreiheit steht, kümmert sich die ACS eher um zwischenstaatliche Kooperation.
Fokus der ACS liegt in der Kooperation der Bereiche:
- Katastrophenvorsorge durch Zusammenarbeit zwischen den Katastrophenschutz-Organisationen,
- nachhaltiger Tourismus, um die Lebensqualität der heutigen und künftigen Generationen zu verbessern,
- Handel, Entwicklung und Außenwirtschaftsbeziehungen in der Karibik sowie
- Transport (Luft- und Seeverkehr) in der Karibik zur Unterstützung der Bereiche Handel und Tourismus

Im Jahr 2008 wurde zusätzlich die „Caribbean Sea Commission“ (CSC) zur Förderung und Überwachung der nachhaltigen Nutzung der Karibik ins Leben gerufen.

## Mitglieder
Vollmitglieder
- Antigua und Barbuda
- Bahamas
- Barbados
- Belize
- Costa Rica
- Dominica
- Dominikanische Republik
- El Salvador
- Grenada
- Guatemala
- Guyana
- Haiti
- Honduras
- Jamaika
- Kolumbien
- Kuba
- Mexiko
- Nicaragua
- Panama
- St. Kitts und Nevis
- St. Lucia
- St. Vincent und die Grenadinen
- Suriname
- Trinidad und Tobago
- Venezuela

Beigeordnete Mitgliedsländer bzw. -territorien
- Aruba (autonomer Landesteil des Königreichs der Niederlande) (seit 1997)[5]
- Britische Jungferninseln (britisches Überseegebiet) (seit 2018)[6]
- Curaçao (autonomer Landesteil des Königreichs der Niederlande, Nachfolger[7] der 1997 beigetretenen[5] und 2010 aufgelösten Niederländischen Antillen)
- Frankreich, als Repräsentant von
  -  Französisch-Guayana
  -  Guadeloupe
  -  Martinique
  -  Saint-Barthélemy (seit 2007 zur eigenständigen Gebietskörperschaft aufgewertet, vorher Teil des beigeordneten Mitglieds Guadeloupe)
  -  Saint-Martin (seit 2007 zur eigenständigen Gebietskörperschaft aufgewertet, vorher Teil des beigeordneten Mitglieds Guadeloupe)
- Niederlande, als Repräsentant von
  -  Bonaire
  -  Saba
  -  Sint Eustatius
- Sint Maarten
- Turks- und Caicosinseln (seit 2008)

Beobachter
- Ägypten
- Argentinien
- Belarus
- Bolivien
- Brasilien
- Chile
- Ecuador
- Finnland
- Gambia
- Indien
- Italien
- Japan
- Jemen
- Jordanien
- Kanada
- Kasachstan
- Demokratische Republik Kongo
- Südkorea
- Marokko
- Niederlande
- Palästina
- Peru
- Philippinen
- Russland
- Saudi-Arabien
- Serbien
- Slowenien
- Spanien
- Türkei
- Ukraine
- Uruguay
- Vereinigte Arabische Emirate
- Vereinigtes Königreich

## Gipfeltreffen
Bisher wurden folgende Treffen abgehalten:
| Gipfel | Zeitraum            | Ort               | Staat                   |
| 01     | 17.–18. August 1995 | Port of Spain     | Trinidad und Tobago     |
| 02     | 16.–17. April 1999  | Santo Domingo     | Dominikanische Republik |
| 03     | 12. Dezember 2001   | Isla Margarita    | Venezuela               |
| 04     | 29. Juli 2005       | Panama-Stadt      | Panama                  |
| 05     | 23.–26. April 2013  | Pétionville       | Haiti                   |
| 06     | 28.–30. April 2014  | Mérida            | Mexiko                  |
| 07     | 6. Juni 2016        | Havanna           | Kuba                    |
| 08     | 29. März 2019       | Managua           | Nicaragua               |
| 09     | 8.–12. Mai 2023     | Antigua Guatemala | Guatemala               |